# Rabies (álbum)
Rabies es el quinto álbum de Ruoska, lanzado el 9 de abril de 2008.

## Lista de canciones
1. Saarnaaja - 4:57
2. Lihaa vasten lihaa - 3:29
3. Helvettiin jäätynyt - 3:59
4. Ei koskaan - 4:13
5. Pirunkieli - 3:39
6. Vankilani - 4:57
7. Valtaa, väkivaltaa - 3:18
8. Pakkomielle - 3:38
9. Porttikielto taivaaseen - 4:01
10. Sotasokea - 4:19